# Клушин, Николай Александрович
Никола́й Алекса́ндрович Клу́шин (15.11.1915 — 30.01.1997) — российский учёный в области пневмоударных машин, доктор технических наук, лауреат Государственной премии СССР (1982).

## Биография
Окончил Новосибирский институт железнодорожного транспорта (1948).
Преподаватель в Новосибирском индустриальном техникуме (1947—1951) и Новосибирском инженерно-строительном институте (1951—1963). Кандидат технических наук (1958), доцент (1959).
С 1963 г. старший научный сотрудник Института горного дела СО АН СССР. С 1968 г. зав. лабораторией динамики пневматических машин ударного действия.
Доктор технических наук (1976), профессор (1988).
Соавтор 120 изобретения, в числе которых — рубильные молотки М-4, М-5, М-6, бетонолом ИП-4604.
Умер 30 января 1997 года. Похоронен на Заельцовском кладбище Новосибирска.

## Награды и премии
Лауреат Государственной премии СССР (1982) за разработку и внедрение вибробезопасных пневматических ударных машин.
Награждён двумя золотыми, серебряной и тремя бронзовыми медалями ВДНХ. Заслуженный изобретатель РСФСР(1975 г.).